# Henri Peltenburg
Henri Peltenburg (lettisch Henrijs Peltenburgs; *  1893; † unbekannt) war ein niederländischer Fußballspieler. Der Stürmer wurde 1922 und 1923 mit dem SV Kaiserwald Riga Meister in Lettland.

## Karriere und Leben
Henri Peltenburg wurde im Jahr 1893 in die Familie des aus Haarlem stammenden Holzhändlers Leonard Peltenburg (1871–1955) und dessen Frau Josephine (geb. Rogmans, 1872–1914) geboren.
Peltenburg spielte in den Jahren 1913 und 1914 und nach einer Unterbrechung von 1921 bis 1923 im lettischen Riga beim SV Kaiserwald. Er wohnte 1923 einige Zeit zusammen mit Jacobus Scharpff (lettisch: Jakobs Šarfs), der ebenfalls niederländischer Staatsbürger war und bei Kaiserwald Riga spielte. Peltenburg gewann mit dem von deutschbaltischen Bewohnern der Stadt gegründeten Verein 1922 und 1923 zweimal in Folge die Lettische Meisterschaft. Peltenburg war einige Zeit auch Kapitän der Mannschaft. Wegen „groben Verhaltens“ bei einem Spiel gegen Union Riga im Mai 1922 wurde Peltenburg bis zum Jahresende suspendiert, die Sperre wurde jedoch bald darauf aufgehoben und er spielte einige Monate später wieder. Im Herbst 1923 schrieb die lettische Presse, dass Peltenburg auf dem Spielfeld erneut „sehr unhöflich“ gewesen sei und seine vorherige Suspendierung anscheinend vergessen habe.

## Weblink
- Lebenslauf bei kazhe.lv (lettisch)

| Personendaten    | Personendaten                           |
| ---------------- | --------------------------------------- |
| NAME             | Peltenburg, Henri                       |
| ALTERNATIVNAMEN  | Peltenburgs, Henrijs (Name in Lettland) |
| KURZBESCHREIBUNG | niederländischer Fußballspieler         |
| GEBURTSDATUM     | 1893                                    |
| STERBEDATUM      | 20. Jahrhundert oder 21. Jahrhundert    |